# Reimantorni
La tour de Reima (en finnois : Reimantorni) est une tour d'habitation construite dans le quartier Espoonlahti de la ville d'Espoo en Finlande.

## Présentation
Reimantorni est un immeuble résidentiel achevé en 2007 dans la section Kivenlahti du quartier d'Espoonlahti. 
L'édifice a été conçu par l'architecte Juha Mutanen. 
Le bâtiment a été achevé en août 2007 et comprend 79 appartements, dont la plupart ont été vendus à des résidents privés.
La hauteur de la tour est de 63 mètres et elle compte 18 étages
Skanska Finland a construit la tour entre 2006 et 2007 pour Skanska Residential Development et Asuntosäätiö (l'association finlandaise du logement), qui possédaient initialement respectivement 59 et 20 appartements. 
La tour Reimantorni a une superficie résidentielle de 5 639 m2 et un parking en sous-sol pour 159 voitures. Les installations communes comprennent une salle de séchage, un sauna, une salle sociale et une terrasse sur le toit.
Le Reimantorni est également devenu le premier bâtiment résidentiel à remporter le prix du chantier de construction de l'année 2006 du plus grand magazine de construction de Finlande, et a été déclaré chantier de construction de logements le plus sûr lors d'un concours de sécurité industrielle en 2006 dans la région sud de la Finlande d'Uusimaa.

## Galerie

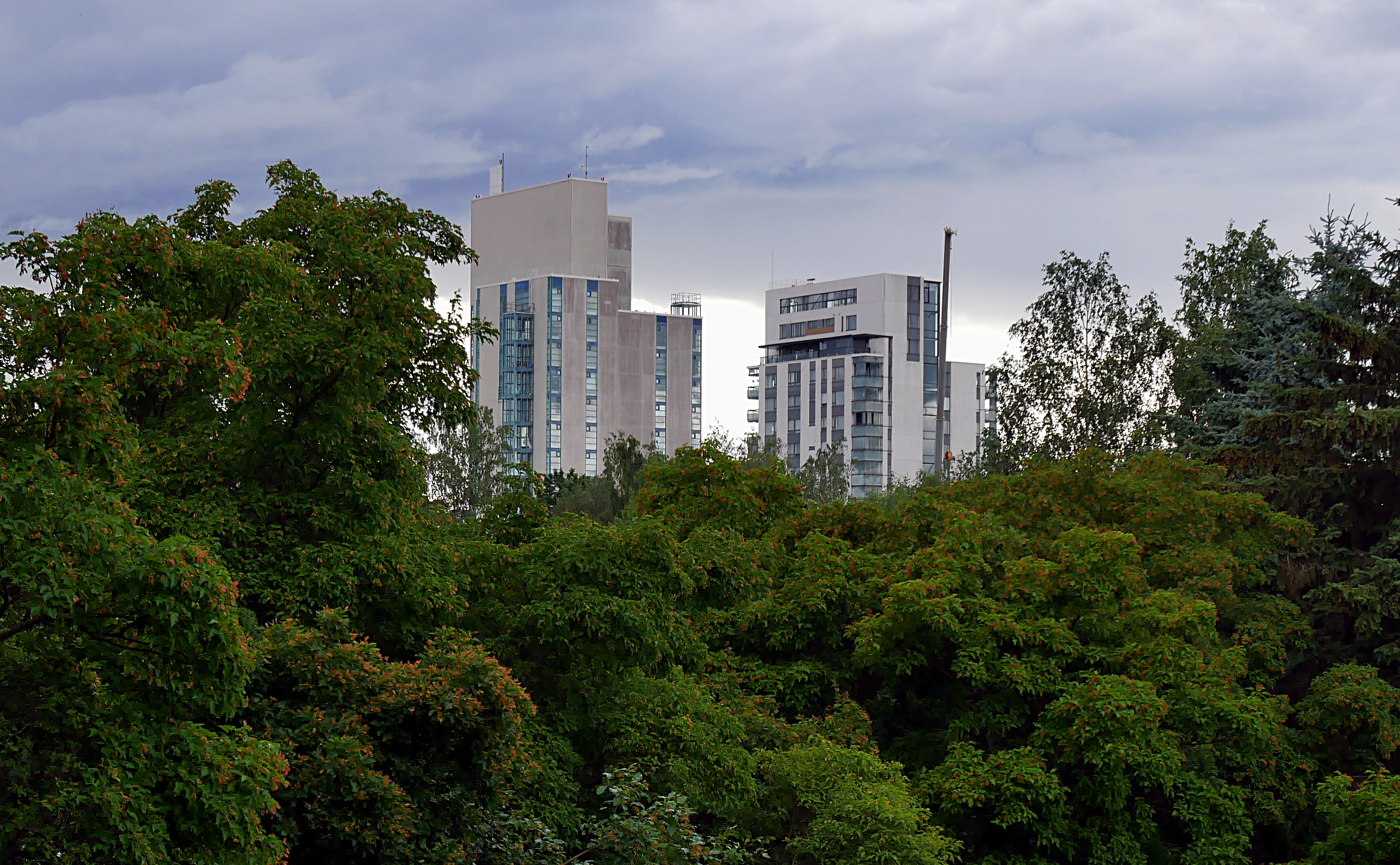
La tour Reimarintorni à gauche et la tour Reimantorni à droite.
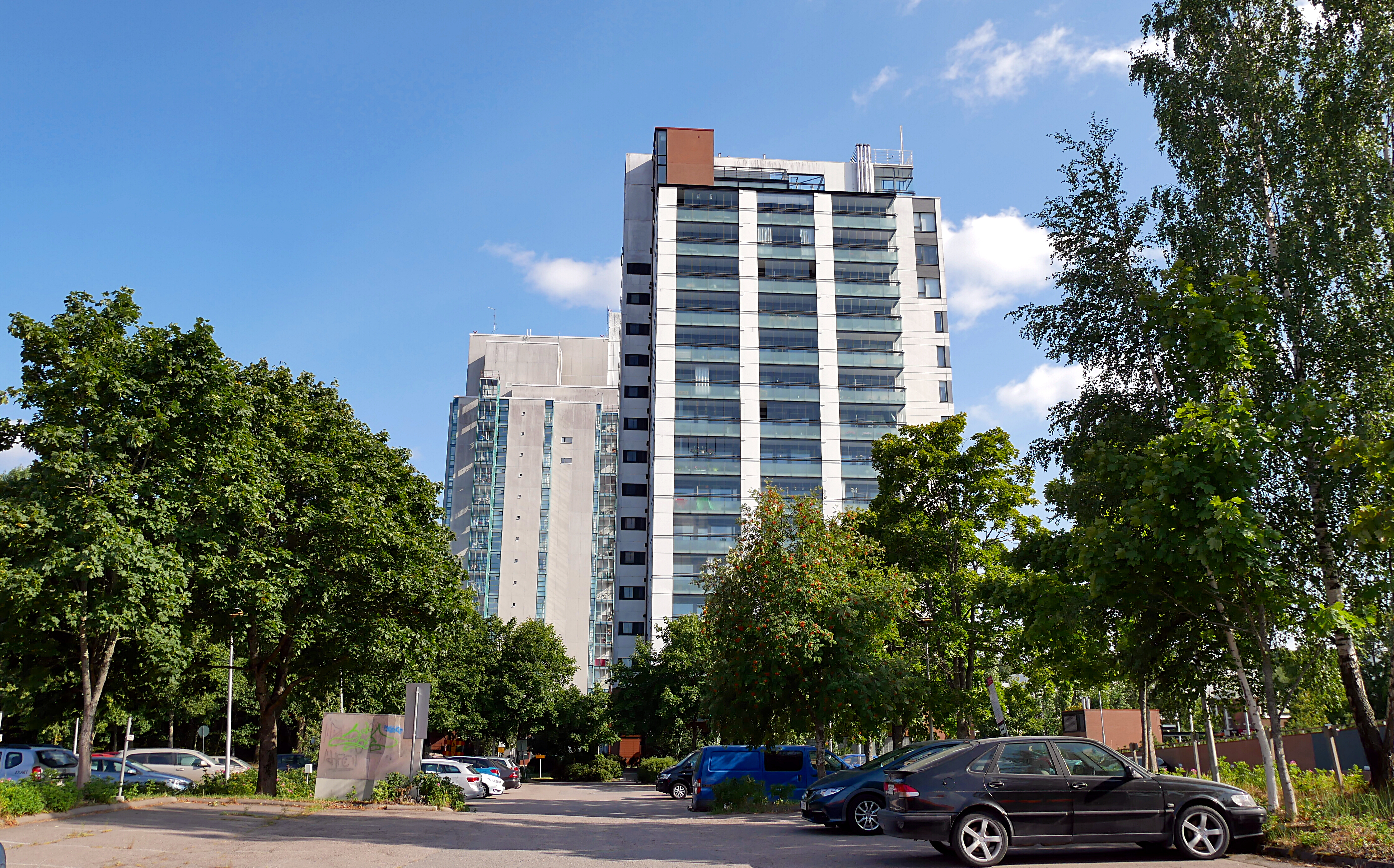
Au premier plan la Reimantorni et derrière la Reimarintorni.